# 北京路街道 (日照市)
北京路街道，是中华人民共和国山東省日照市东港区下辖的一个乡镇级行政单位。

## 行政区划
北京路街道下辖以下地区：
北京路百发社区、北京路北李社区、郑州路社区、碧海社区、润生佳苑社区、兴业春天花园社区会、富华园社区、东韩家村、成家村、王母宫村、管家村、大董家村、东南李家村、宋家湖村、后崮子村、大石场村、小石场村、大李家村、小李家村、大韩家村、别家村、前崮子村、东海峪村、小董家村、车家村、刘家村、季家村、八里庄子村、小陈家村、山后一村、山后二村、汪家台村、金家沟村、路家沟村、南张家村、裴家村、东山前村、西山前村、臧家荒村、刘家台村、李家庄子村、相家台村、焦家庄子村、南岭村、焦柯庄村和蔡家滩村。